# Damien Duff
Damien Anthony Duff (* 2. März 1979 in Ballyboden, South Dublin) ist ein irischer Fußballtrainer und ein ehemaliger Fußballspieler. Meist im linken offensiven Mittelfeld eingesetzt absolvierte er zwischen 1998 und 2012 100 Länderspiele für die irische Nationalmannschaft. Dabei nahm er anlässlich der WM 2002 und der Euro 2012 an zwei Endrundenturnieren teil. Seine Vereinskarriere verbrachte er seit jungen Jahren in England, wo er mit dem FC Chelsea 2005 und 2006 zwei englische Meisterschaften gewann. Darüber hinaus gewann er mit Chelsea 2005 und zuvor mit den Blackburn Rovers 2002 jeweils den Ligapokal.

## Sportlicher Werdegang

### Vereinskarriere

#### Blackburn Rovers (1996–2003)
Nachdem er zuvor in seiner irischen Heimat als Jugendlicher für Leicester Celtic, die St. Kevin's Boys und Lourdes Celtic gespielt hatte, schloss sich Duff im März 1996 dem noch amtierenden englischen Meister Blackburn Rovers an. Rund ein Jahr später debütierte er am letzten Spieltag der Saison 1996/97 gegen Leicester City und trotz der 2:4-Niederlage lieferte er dort am 11. Mai 1997 mit seinen Stärken in Bezug auf Schnelligkeit und Spielintelligenz einen ersten Vorgeschmack. Mit einer sehr agilen Spielweise, guten Ballkontrolle und der Dribbelkünste wurde der junge Flügelspieler in der Spielzeit 1997/98 immer mehr zu einer festen Größe und zum Publikumsliebling – besonders wurden seine Läufe auf der Außenbahn bis zur Grundlinie mit anschließender Flanke in die Mitte gerühmt. Alternativ zeigte er sich auch im Mittelfeldzentrum einsatzbereit und in dieser Rolle gelangen ihm am 20. Dezember 1997 beim 3:0 gegen West Ham United zwei Tore. Nach einer Leistenoperation in der Vorbereitung zur anschließenden Saison 1998/99 kam Duff zunächst nur noch sporadisch zum Zuge, bevor sein Konkurrent Jason Wilcox mit derselben Verletzung ausfiel. Seine Stärken spielte er unter dem ab Dezember 1998 neuen Trainer Brian Kidd jedoch primär als Einwechselspieler aus und er musste bis Ende April 1999 bis zu seinem ersten (und einzigen) Ligator in der laufenden Spielzeit warten.
Nach dem Abstieg in die Zweitklassigkeit im Sommer 1999 kehrte ein physisch stärkerer Duff dauerhaft in die Mannschaft zurück. Immer mehr entwickelte er sich in der Folge zu einem wichtigen Faktor im Angriffsspiel der Rovers und bei zahlreichen Partien erhielt er in der Saison 1999/2000 die Auszeichnung zum „Man of the Match“. In der Aufstiegssaison 2000/01 war Duff trotz zweier Kurzpausen aufgrund von Oberschenkelblessuren eine feste Größe in Blackburns Startelf und neben seinen Qualitäten im Offensivspiel half er dank seiner verbesserten Defensivleistungen auch zeitweise als offensiver linker Außenverteidiger (als sogenannter „Wingback“) aus. Zwar schoss er selbst insgesamt nur ein Ligator, aber aufgrund seiner konstanten Darbietungen wählte ihn die Spielergewerkschaft PFA in die Zweitligamannschaft der vergangenen Saison („PFA Team of the Year“).
Nach der Rückkehr in die Premier League gelang Duff auch im englischen Erstligafußball der sportliche Durchbruch. Mit seiner fintenreichen Spielweise und der Fähigkeit, Gegenspieler durch geschickte Körpertäuschungen und Tempo auszutricksen, entwickelte er sich zu einem der spektakulärsten Spieler in der höchsten englischen Spielklasse und neben dem sicheren Klassenerhalt war er am Gewinn des Ligapokals 2002 beteiligt. Dabei hatte er mit seinen Mannen im Finale Tottenham Hotspur mit 2:1 besiegt. Mit gesteigerten Erwartungen, die auch durch seine guten Leistungen für Irland bei der WM 2002 genährt wurden, erlebte Duff in der Saison 2002/03 zunächst frustrierende Zeiten – vor allem bedingt durch wiederkehrende Oberschenkelprobleme –, bevor er sich in der Schlussphase plötzlich formstark und dazu treffsicher zeigte.

#### FC Chelsea (2003–2006)
Ende Juli 2003 wechselte Duff für 17 Millionen Pfund zum FC Chelsea nach London. Bei dem Klub aus dem Westen der britischen Hauptstadt sollte er nicht weniger als den nach Italien zurückkehrenden Gianfranco Zola ersetzen und dafür wendete Chelsea eine neue Rekordablösesumme auf. Verpflichtet wurde er am gleichen Tag wie Linksverteidiger Wayne Bridge, mit dem Duff auf Anhieb gut auf dem Spielfeld harmonierte. Durch gegenseitiges Überlaufen bei Offensivaktionen wirkten beide ideal aufeinander abgestimmt. Höhepunkt seiner ersten Chelsea-Saison war der 4:0-Auswärtssieg gegen Lazio Rom in der Champions League, bei dem Duff auf der linken Seite die italienische Abwehr „durcheinanderwirbelte“ und auch selbst ein Tor schoss – einer von insgesamt sechs Treffern in der Saison 2003/04. Zwischendurch hatte er jedoch mit Verletzungen zu kämpfen. Dabei kugelte er sich gegen den FC Fulham im Dezember 2003 zunächst die Schulter aus, bevor später seine Leistenprobleme zurückkehrten und im April 2004 sorgte die weiter lädierte Schulter für sein vorzeitiges Saisonende.
Als im Sommer 2004 sowohl mit José Mourinho ein neuer Trainer und mit Arjen Robben ein Flügelspieler auf Duffs Position verpflichtet wurden, schien vieles darauf hinaus zu laufen, dass nur entweder Robben oder Duff den Weg in die Mannschaft finden konnte. Letztlich entschied sich Mourinho dafür, beide Spieler als „Flügelzange“ zu verwenden, die häufig die Seiten wechselten. Dadurch agierte Duff gelegentlich auf der etwas schwächeren rechten Außenbahn. Ende Januar 2005 schoss er den späten 2:1-Siegtreffer im Ligapokalhalbfinale bei Manchester United und auch beim anschließenden Endspielsieg gegen den FC Liverpool war er in der Startelf vertreten. Wenig später musste er beim Champions-League-Halbfinalaus gegen Liverpool aussetzen, aber zum Gewinn der englischen Meisterschaft 2005 hatte er mit 30 Ligaeinsätzen nicht unerheblich beigetragen.
In seiner dritten und letzten Spielzeit 2005/06 für Chelsea zeigte sich Duff zunächst in guter Form und beim erfolgreichen Saisonstart des Vereins mit zehn Siegen und einem Remis steuerte er jeweils ein Tor zu Auswärtssiegen bei Tottenham Hotspur und dem FC Liverpool bei. Nach einer Knieoperation im Oktober 2005, die nach einer Verletzung aus einem Länderspiel notwendig geworden war, schoss er gegen seinen späteren Arbeitgeber Newcastle United ein drittes und letztes Ligator. Am Ende hatte er bei der erfolgreichen Verteidigung des englischen Meistertitels mit 28 Partien einen nur unwesentlich geringeren Anteil als im Jahr zuvor – wenngleich er davon zehnmal nur noch Einwechselspieler war.

#### Newcastle United (2006–2009)
Ende Juli 2006 wechselte Duff zu Newcastle United. Die Ablösesumme betrug fünf Millionen Pfund und vor dem Hintergrund der 17 Millionen Pfund, die Chelsea drei Jahre zuvor gezahlt hatte, wurde die Verpflichtung als „Schnäppchen“ wahrgenommen. Gleichwohl war Duff in der Saison 2006/07 nur sporadisch in der Lage, seine Fähigkeiten zu demonstrieren – eine der seltenen Höhepunkte war der 4:2-Hinspielsieg im UEFA-Pokal-Achtelfinale gegen den AZ Alkmaar (dem jedoch das Ausscheiden aufgrund der 0:2-Rückspielniederlage folgte). Die besten Darbietungen lieferte Duff als linker Außenverteidiger ab und auch in den restlichen Partien agierte Duff auf verschiedenen Positionen, darunter auf beiden Flügeln oder als Stürmer. Zahlreiche Verletzungen sorgten jedoch immer wieder für Rückschläge, darunter ein Knorpelschaden mit anschließender Operation, eine Wadenverletzung zum Jahreswechsel und ein lädierter Knöchel, der im April 2007 das vorzeitige Saisonaus bedeutete.
Ende Dezember 2007 kehrte Duff zunächst in die Mannschaft zurück. Als jedoch Trainer Kevin Keegan auf eine Dreier-Angriffsformation umstellte, blieb für Duff oft nur die Rolle des Ersatzspielers übrig. Den Platz in der Startformation gewann Duff in der Spielzeit 2008/09 zwar wieder zurück, aber diese endete für ihn enttäuschend mit dem Abstieg aus der Premier League. Dabei hatte er zunächst wichtige Tore zu knappen Siegen gegen Tottenham Hotspur und West Bromwich Albion beigesteuert, aber auch am letzten Spieltag das Eigentor zum 0:1 bei Aston Villa geschossen, das letztlich den Abstieg besiegelte. In der zweitklassigen Football League Championship absolvierte Duff noch eine Partie, bevor er im August 2009 zurück in die Premier League wechselte und dazu beim FC Fulham anheuerte.

#### FC Fulham (2009–2014)
Auf Anhieb entwickelte sich Duff in Fulham zu einer feste Größe. Neben seinem trickreichen Spiel, mit der er gegnerischen Defensivreihen „aufknacken“ konnte, gelangen ihm spektakuläre Tore gegen den FC Everton und Birmingham City, wobei Letzteres im Februar 2010 zum „Tor des Monats“ gewählt wurde. Wenn gefordert, ließ er sich auch bei dem neuen Klub als Außenverteidiger zurückfallen. Für gewöhnlich agierte er nun auf der rechten Flügelposition, wobei er häufig von außen die Mitte zog und dabei den stärkeren linken Fuß einsetzte. In dieser Rolle bestritt er 2010 für Fulham auch das Endspiel der Europa League gegen Atlético Madrid, das in der Verlängerung verloren ging (Duff war in der entscheidenden Phase jedoch bereits für Erik Nevland ausgewechselt worden).
In seinem zweiten Jahr spielte er sich vor allem in der Rückrunde in eine gute Form und innerhalb eines Monats schoss er in fünf Spielen vier Tore für die „Cottagers“ – darunter waren Treffer gegen den Ex-Klub aus Newcastle (1:0) und zwei gegen die Blackburn Rovers (3:2). Im August 2011 verlängerte er seinen ursprünglich zum Ende der Saison 2011/12 auslaufenden Vertrag um ein weiteres Jahr und nach einem guten Start in die Spielzeit 2012/13, als Duff nicht nur drei Tore in den ersten fünf Ligaspielen erzielte, sondern auch zahlreiche Treffer für Mitspieler vorbereitete, einigte man sich im Februar 2013 auf einen weiteren Kontrakt bis zum Ende der Spielzeit 2013/14. Im Mai 2014 endete schließlich Duffs Engagement in Fulham mit dem Abstieg in die Zweitklassigkeit.

#### Melbourne City (2014–2015)
Anfang Juni 2014 wechselte Duff in die australische A-League zu Melbourne City.

#### Shamrock Rovers (2015)
Im Juli 2015 kehrte er in seine irische Heimat zurück und wechselt zu den Shamrock Rovers. Nach 9 Spielen beendete er im Dezember 2015 seine Karriere.

### Irische Nationalmannschaft
Seit seinem Debüt am 25. März 1998 bis zu seinem letzten Länderspiel 2012 war Duff einer der Dreh- und Angelpunkte der irischen Nationalmannschaft. Höhepunkte seiner Länderspielkarriere waren die Teilnahmen mit Irland an der Weltmeisterschaft 2002 (Duff bestritt alle vier Spiele und erzielte ein Tor) und der Europameisterschaft 2012.
Bei der EM 2012 machte er im letzten Gruppenspiel als fünfter Ire der Geschichte sein 100. Länderspiel und führte aus diesem Anlass die Mannschaft als Spielführer aufs Feld. Es war gleichzeitig sein letztes Länderspiel, da er im August 2012 seinen Abschied aus der Nationalmannschaft bekanntgab.
Außerdem nahm Duff mit der Juniorenmannschaft Irlands an der U-20-WM 1997 und der U-20-WM 1999 teil.

### Trainerkarriere

#### Shelbourne FC
Im Dezember 2021 unterschrieb er seinen 1. Vertrag als Cheftrainer bei Shelbourne FC. Zuvor trainierte er die U17 des Vereins. In der Saison 2024 gewann er die irische Meisterschaft mit seiner Mannschaft. 

## Titel/Auszeichnungen

### Als Spieler
Vereinstitel
- Englische Meisterschaft (2): 2005, 2006
- Englischer Ligapokal (2): 2002, 2005
- FA Community Shield (1): 2005
- UEFA Intertoto Cup (1): 2006

Titel mit irischen Auswahlmannschaften
- Nations Cup (1): 2011

Persönliche Ehrungen
- UEFA Team of the Year (1): 2002
- PFA Team of the Year (1): 2000/01 (First Division)

### Als Trainer
- Irische Meisterschaft (1): 2024